# Ariettes oubliées
Le Ariettes oubliées sono un ciclo di sei melodie per voce e pianoforte composte da Claude Debussy fra il 1885 e il 1887 su poesie di Paul Verlaine, tratte dalla raccolta Romances sans paroles.

## Storia
Nel 1884 Debussy superò l'esame al concorso Prix de Rome e, prima di partire per Roma, iniziò a scrivere due melodie per voce e pianoforte sul testo di poesie di Verlaine. Già alcuni anni prima, nel 1882, il compositore aveva musicato alcuni versi tratti dalle Fêtes Galantes, attirato dalla grazia leggera e malinconica del poeta.
Il 6 gennaio del 1885 Debussy scrisse la prima di queste arie, L'ombre des arbres sul testo della lirica n. 9 delle Ariettes oubliées, prima parte delle Romances sans paroles. Il 10 dello stesso mese terminò Chevaux de bois, tratta dalla seconda parte dell'opera di Verlaine, Paysages belges, e la inviò al suo compagno di studi Alfred Bachelet. Il 27 gennaio giunse a Roma, a Villa Medici e qui compose la terza lirica, Green, terminata nel gennaio dell'anno successivo e tratta dalla quarta parte delle Romances intitolata Aquarelles, così come l'altra melodia Spleen, composta nel 1887. Rientrato a Parigi nel mese di marzo 1887, il musicista scrisse le altre due melodie C'est l'extase e Il pleure dans mon coeur, tratte anch'esse dalle Ariettes oubliées.
Questo ciclo di sei arie venne pubblicato l'anno successivo con il titolo complessivo di Ariettes oubliées dalla vedova di Etienne Girod, definita da Debussy un editore compassionevole e filantropo.  Il 2 febbraio 1889 alla Société Nationale de Musique vi fu la prima esecuzione pubblica dell'opera, durante un concerto che comprendeva anche musiche di Ernest Chausson e un quartetto di Gabriel Fauré. Debussy accompagnò al pianoforte il tenore Maurice Bagès che interpretò le prime due arie.
Le melodie furono però completamente ignorate dalla critica, esito davvero ironico per una composizione intitolata Ariettes oubliées.

## Titoli secondo pubblicazione
- 1. C'est l'extase, in Mi maggiore (lent et caressant)
- 2. Il pleure dans mon coeur, in Sol diesis minore (modérément animé, triste et monotone)
- 3. L'ombre des arbres, in Do diesis maggiore (lent et triste)
- 4. Chevaux de bois, in Mi maggiore (allegro non tanto, joyeux et sonore)
- 5. Green, in Sol bemolle maggiore (joyeusement animé)
- 6. Spleen, in Fa minore (lent)

## Analisi
Già in queste prime liriche giovanili Debussy lascia intendere la sua particolare sensibilità, la sua predilezione per i toni sfumati e malinconici che incontrano un perfetto corrispettivo nelle poesie di Verlaine; non per nulla i termini usati dal poeta per intitolare le sue liriche, "romanze" e "ariette", rivelano la musicalità dei versi, i ritmi leggeri e sottili così lontani dall'enfasi e dall'eloquenza, invece molto vicini al canto.
La prima aria, C'est l'extase (È l'estasi), è costruita su una melodia discendente espressa prima dal pianoforte e poi dalla voce che esprime tutta la sensazione di "estasi languorosa" provata in un giorno di primavera. La musica, ricca di cromatismi, è dolce e lenta a delineare uno stato d'animo la cui inquietudine è sottolineata da leggere dissonanze che non si risolvono, ma vengono solo piano piano smorzate.

Il pleure dans mon coeur (Piange nel mio cuore) presenta una triste melodia che è rimarcata da un ostinato di sedicesimi della mano sinistra del pianoforte che ricorda il cadere monotono e incessante della pioggia.

Il terzo brano, L'ombre des arbres (L'ombra degli alberi), si propone con una parte pianistica di grande eleganza; da sottolineare i numerosi cromatismi e gli accenni wagneriani, quasi delle citazioni.

Chevaux de bois (Cavalli di legno), presenta una musicalità totalmente differente dalle arie precedenti e riflette l'aspetto più gioioso e allegro del musicista anticipando gli spunti vivaci e carezzevoli di Children's Corner o de La boîte à joujoux; il brano brillante e movimentato, introduce diversi temi di carattere fanciullesco e spensierato. Il brano ha carattere di Rondò che è legato all'immagine della giostra con i cavalli di legno che girano in continuazione; a ogni giro la parte vocale li presenta in una tonalità diversa mentre il pianoforte segue sempre la stessa melodia.

Il quinto brano, Green, è quello più sofisticato di tutto il ciclo; gioiosamente animato, il pezzo rivela un'armonia dagli aspetti modali uniti a quelli cromatici, accompagnati da un ritmo che si alterna fra binario e ternario, ottenendo così un contrasto fra la parte vocale a due con quella del pianoforte a tre..

L'ultima aria, Spleen, si riallaccia alle sensazioni tristi e un po' ossessive de L'ombre des arbres . L'armonia cromatica riflette tutto l'insieme di colori della poesia di Verlaine, il rosso delle rose, il nero dell'edera, il verde del mare e vi aleggia una sensazione quasi nevrotica bene espressa dalla ripetizione monotona, per ben sette volte, del motivo iniziale del pianoforte.